# Günther von Pannewitz (General)

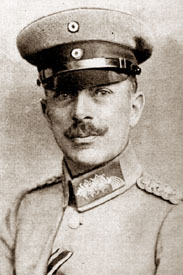
Günther von Pannewitz

Günther von Pannewitz (* 6. Dezember 1857 in Neiße, Provinz Schlesien; † 23. September 1936 in Freiburg im Breisgau) war ein preußischer General der Infanterie im Ersten Weltkrieg.

## Leben

### Herkunft
Günther war ein Sohn des preußischen Oberstleutnants Hermann von Pannewitz (1815–1866) und dessen Ehefrau Antonie, geborene von Siebold. Sein Vater war während des Krieges gegen Österreich in der Schlacht bei Königgrätz gefallen.

### Militärkarriere
Nach seiner Erziehung im Kadettenkorps wurde Pannewitz am 15. April 1875 als Sekondeleutnant dem Grenadier-Regiment „König Friedrich III.“ (2. Schlesisches) Nr. 11 der Preußischen Armee überwiesen. Von Oktober 1878 bis Ende März 1881 diente er als Adjutant beim Bezirkskommando Schweidnitz und kam anschließend nach Straßburg in das 1. Unter-Elsässische Infanterie-Regiment Nr. 132. Hier stieg Pannewitz am 1. November 1881 zum Regimentsadjutant auf und wurde ab 1. Oktober 1885 für drei Jahre zur weiteren Ausbildung an die Kriegsakademie kommandiert. Anschließend folgte seine Kommandierung zum Großen Generalstab und mit seiner Beförderung zum Hauptmann am 24. März 1890 wurde Pannewitz hierher versetzt. In den kommenden drei Jahren war er in verschiedenen Generalstäben tätig. Zunächst bei III. Armee-Korps und dann wieder im Großen Generalstab. Anschließend fungierte Pannewitz von Mitte Februar 1893 bis Mitte November 1894 als Kompaniechef im Infanterie-Regiment „Keith“ (1. Oberschlesisches) Nr. 22. Er wurde zur 21. Division nach Frankfurt am Main versetzt, als Erster Generalstabsoffizier verwendet und am 12. September 1895 zum Major befördert. Als solcher folgte am 22. März 1897 seine Versetzung in den Großen Generalstab unter gleichzeitiger Kommandierung zum Generalstab der V. Armee-Inspektion. 
Pannewitz kehrte am 22. Juli 1900 in den Truppendienst zurück, diente als Kommandeur des I. Bataillons im 1. Badischen Leib-Grenadier-Regiment Nr. 109 und wurde am 22. April 1902 mit seiner Beförderung zum Oberstleutnant zum Stab des Grenadier-Regiments „König Friedrich III.“ (2. Schlesisches) Nr. 11 versetzt. Nach einer zehnmonatigen Dienstzeit beauftragte man ihn mit der Wahrnehmung der Geschäfte als Abteilungschef im Großen Generalstab und am 18. April 1903 erhielt er die Ernennung zu diesem Dienstposten. Bereits nach zwei Monaten wurde Pannewitz abberufen und zum Chef des Generalstabes des Gouvernements Straßburg ernannt. Hier wirkte er drei Jahre lang, wurde am 16. März 1905 Oberst und hatte vom 10. April 1906 bis 17. Oktober 1908 das Kommando über das 5. Badische Infanterie-Regiment Nr. 113 in Freiburg im Breisgau. Anschließend zunächst mit der Führung der 14. Infanterie-Brigade beauftragt, wurde er mit seiner Beförderung zum Generalmajor am 24. März 1909 zum Kommandeur ernannt. Diese Brigade gab Pannewitz am 19. Februar 1912 ab, wurde mit der Führung der 4. Division beauftragt und zeitgleich mit der Beförderung zum Generalleutnant am 22. April 1912 zum Kommandeur ernannt.

#### Erster Weltkrieg
Diese Division führte Pannewitz auch bei Ausbruch des Ersten Weltkriegs. Zunächst marschierte sein Großverband im Verbund mit der 1. Armee in das neutrale Belgien ein und kämpfte an der Gete sowie bei Mons. Nach der Schlacht an der Marne trat Pannewitz mit seiner Division weisungsgemäß den Rückzug an und kämpfte dabei an der Aisne. Anfang November 1914 wurde er zum Kommandierenden General des XVII. Armee-Korps an der Ostfront ernannt. Unter seinem Kommando kämpfte das Korps bei Kutno, in der Schlacht um Łódź sowie an der Rawka und Bzura. Am 27. Januar 1915 wurde Pannewitz zum General der Infanterie befördert. Bei der Armeegruppe „Gallwitz“ führte er ab 13. Juli 1915 sein Korps, dem zeitweilig auch die 1. Garde-Reserve-Division unterstellt war, in der Narew-Offensive. Bereits am ersten Tag gelang dabei die Eroberung von Przasnysz. Anschließend durchbrachen seine Truppen die Bogate-Stellung, überschritten zwischen Różan und Pułtusk den Narew und konnten die russischen Streitkräfte in der Schlacht bei Wonsewo Anfang August 1915 erneut schlagen. Nach weiteren Gefechten und Schlachten kam der Vormarsch in den litauischen Sümpfen zum Erliegen. Im Oktober 1915 kam Pannewitz mit seinem Korps dann an die Westfront und lag in Stellungskämpfen zwischen Somme und Oise. In der am 1. Juli 1916 beginnenden Schlacht an der Somme befehligte er eine Gruppe der 2. Armee und konnte in schweren Abwehrkämpfen den überwiegenden Teil seiner Stellungen behaupten.
Am 6. September 1916 gab Pannewitz gesundheitsbedingt das Kommando über sein Korps ab und wurde zu den Offizieren von der Armee überführt. In Anerkennung seiner Leistungen während der Schlacht an der Somme erhielt er am 13. September 1916 die höchste preußische Tapferkeitsauszeichnung, den Orden Pour le Mérite verliehen. Nach seiner Gesundung wurde er weiterverwendet und am 12. Oktober 1916 zum Kommandierenden General des stellvertretenden Generalkommandos des XX. Armee-Korps in Allenstein ernannt. Nach dem Waffenstillstand von Compiègne blieb Pannewitz zunächst auf seinem Posten und wurde auf seinen Wunsch hin am 4. Dezember 1918 zur Disposition gestellt.

### Familie
Pannewitz hatte sich am 8. Januar 1900 in Davos mit Ebba von Ekesparre (* 1881) verheiratet. Sie war die Tochter des deutsch-baltischen Offiziers und kaiserlich russischen Wirklichen Staatsrates Eugen von Ekesparre und dessen Ehefrau Anna Carolina Freiin Schilling von Cannstatt.